# Alejandro Vela
Manuel Alejandro Vela Garrido (ur. 28 marca 1984 w Cancún) – meksykański piłkarz występujący na pozycji lewego pomocnika, obecnie zawodnik Cruz Azul.
Jest starszym bratem napastnika Los Angeles FC – Carlosa Veli.